# 主成分回归
统计学中，主成分回归（PCR）是一种基于主成分分析（PCA）的回归分析方法。更确切地说，PCR用于估计标准线性回归模型中的未知参数。
PCR不是直接将因变量与解释变量进行回归，而是将解释变量的主成分作为回归量。一般只使用所有主成分的一个子集用于回归，因此PCR是一种正则化过程，也是一种收缩估计量。
方差更高的主成分（基于解释变量样本方差-协方差矩阵对应更大特征值的特征向量）被选为回归量。不过，要预测结果，低方差的主成分可能也很重要，在某些情况下甚至更重要。
PCR的主要用途之一是克服多重共线性问题，这是说多个解释变量接近共线。PCR可在回归步骤中排除一些低方差主成分，从而恰当地处理这种情况。另外，由于通常只对所有主成分的一个子集进行回归，PCR可大幅降低基础模型的参数数，从而降维。这在使用高维协变量时尤为有用。通过适当选择用于回归的主成分，PCR还可根据假定模型有效地预测输出。

## 原理
PCR法可总结为三步：
1. {\displaystyle \;\;}对解释变量的测得设计矩阵进行PCA，得到主成分，然后（通常）根据一些适当标准，从获得的主成分中选择子集，供进一步使用。
2. {\displaystyle \;\;}用普通最小二乘法，在选定主成分上线性回归输出的测得向量，得到估计回归系数向量（维数等于选定的主成分数）。
3. {\displaystyle \;\;}用PCA负载（与选定主成分对应的特征向量）将该向量变换回实际协变量标量，得到最终PCR估计量（维数等于协变量总数），以估计表征原始模型的回归系数。

## 方法细节
数据表示：令{\displaystyle \mathbf {Y} _{n\times 1}=\left(y_{1},\ldots ,y_{n}\right)^{T}}表示观测的输出，{\displaystyle \mathbf {X} _{n\times p}=\left(\mathbf {x} _{1},\ldots ,\mathbf {x} _{n}\right)^{T}}表示测得协变量对应的设计矩阵，其中{\displaystyle n}、{\displaystyle p\ (n\geq p)}表示测得样本的大小和协变量数量。{\displaystyle \mathbf {X} }的每行{\displaystyle n}表示{\displaystyle p}维协变量的一组观测值，{\displaystyle \mathbf {Y} }的相应项表示相应的观测结果。
数据预处理：假设{\displaystyle \mathbf {Y} }及{\displaystyle \mathbf {X} }的{\displaystyle p}列已经中心化，经验均值均为0。中心化这步至关重要（至少对{\displaystyle \mathbf {X} }的列而言），因为PCR将对{\displaystyle \mathbf {X} }使用的PCA on {\displaystyle \mathbf {X} }对数据是否中心化十分敏感。
基础模型：在中心化之后，对{\displaystyle \mathbf {X} }上的{\displaystyle \mathbf {Y} }的标准高斯-马尔可夫线性回归模型可表为：{\displaystyle \mathbf {Y} =\mathbf {X} {\boldsymbol {\beta }}+{\boldsymbol {\varepsilon }},\;}其中{\displaystyle {\boldsymbol {\beta }}\in \mathbb {R} ^{p}}表示回归系数的未知参数向量，{\displaystyle {\boldsymbol {\varepsilon }}}表示随机误差向量，{\displaystyle \operatorname {E} \left({\boldsymbol {\varepsilon }}\right)=\mathbf {0} \;}、{\displaystyle \;\operatorname {Var} \left({\boldsymbol {\varepsilon }}\right)=\sigma ^{2}I_{n\times n}}则表示未知方差参数{\displaystyle \sigma ^{2}>0\;\;}
目标：主要目标是根据数据，为参数{\displaystyle {\boldsymbol {\beta }}}获得有效估计量{\displaystyle {\widehat {\boldsymbol {\beta }}}}。一种常用方法是普通最小二乘法，假设{\displaystyle \mathbf {X} }的列满秩，从而有{\displaystyle {\boldsymbol {\beta }}}的无偏估计量：{\displaystyle {\widehat {\boldsymbol {\beta }}}_{\mathrm {ols} }=(\mathbf {X} ^{T}\mathbf {X} )^{-1}\mathbf {X} ^{T}\mathbf {Y} }。PCR是另一种估计{\displaystyle {\boldsymbol {\beta }}}的方法。
PCA步骤：PCR首先要对中心化矩阵{\displaystyle \mathbf {X} }进行PCA。为此，令{\displaystyle \mathbf {X} =U\Delta V^{T}}表示{\displaystyle \mathbf {X} }的奇异值分解，其中{\displaystyle \Delta _{p\times p}=\operatorname {diag} \left[\delta _{1},\ldots ,\delta _{p}\right]\ (\delta _{1}\geq \cdots \geq \delta _{p}\geq 0)}表示{\displaystyle \mathbf {X} }的非负奇异值，{\displaystyle U_{n\times p}=[\mathbf {u} _{1},\ldots ,\mathbf {u} _{p}]}、{\displaystyle V_{p\times p}=[\mathbf {v} _{1},\ldots ,\mathbf {v} _{p}]}都是正交规范集向量，列向量分别表示{\displaystyle \mathbf {X} }的左右奇异向量。
主成分：{\displaystyle V\Lambda V^{T}}给出了{\displaystyle \mathbf {X} ^{T}\mathbf {X} }的谱分解，其中{\displaystyle \Lambda _{p\times p}=\operatorname {diag} \left[\lambda _{1},\ldots ,\lambda _{p}\right]=\operatorname {diag} \left[\delta _{1}^{2},\ldots ,\delta _{p}^{2}\right]=\Delta ^{2}\ (\lambda _{1}\geq \cdots \geq \lambda _{p}\geq 0)}表示{\displaystyle \mathbf {X} ^{T}\mathbf {X} }的非负特征值（也叫做主值），{\displaystyle V}的列则表示对应的特征向量的正交规范集。接着，{\displaystyle \mathbf {X} \mathbf {v} _{j}}、{\displaystyle \mathbf {v} _{j}}分别表示第{\displaystyle j}个主成分与跟第{\displaystyle j}大的主成分值{\displaystyle \forall j\in \{1,\ldots ,p\}\lambda _{j}} 相对应的第{\displaystyle j}个主成分方向（或PCA负载）。
衍生协变量：{\displaystyle \forall k\in \{1,\ldots ,p\}}，记{\displaystyle V_{k}}为{\displaystyle p\times k}矩阵，其正交列包含{\displaystyle V}的前{\displaystyle k}列。记{\displaystyle W_{k}=\mathbf {X} V_{k}=[\mathbf {X} \mathbf {v} _{1},\ldots ,\mathbf {X} \mathbf {v} _{k}]}为以前{\displaystyle k}个主成分为列的{\displaystyle n\times k}矩阵。{\displaystyle W}可看做是用变换后的协变量{\displaystyle \mathbf {x} _{i}^{k}=V_{k}^{T}\mathbf {x} _{i}\in \mathbb {R} ^{k}}得到的设计矩阵，而非原始协变量{\displaystyle \mathbf {x} _{i}\in \mathbb {R} ^{p}\;\;\forall \;\;1\leq i\leq n}。
PCR估计量：记{\displaystyle {\widehat {\gamma }}_{k}=(W_{k}^{T}W_{k})^{-1}W_{k}^{T}\mathbf {Y} \in \mathbb {R} ^{k}}表示 响应向量{\displaystyle \mathbf {Y} }在设计矩阵{\displaystyle W_{k}}上用普通最小二乘法得到的估计回归系数向量。那么，{\displaystyle \forall k\in \{1,\ldots ,p\}}都有基于前{\displaystyle k}个主成分的{\displaystyle {\boldsymbol {\beta }}}的最终PCR估计量：{\displaystyle {\widehat {\boldsymbol {\beta }}}_{k}=V_{k}{\widehat {\gamma }}_{k}\in \mathbb {R} ^{p}}

## PCR估计量的基本特征与应用

### 两个基本性质
得到PCR估计量的拟合过程包括将响应向量在导出设计矩阵{\displaystyle W_{k}}上回归。后者{\displaystyle \forall k\in \{1,\ldots ,p\}}都有正交列，因为主成分互相正交。因此在回归中，对作为协变量的{\displaystyle k}个选定主成分联合进行多元线性回归，相当于对作为协变量的{\displaystyle k}个选定主成分分别进行独立单变量线性回归。
当选择所有主成分回归（{\displaystyle k=p}），PCR估计量便等同于普通最小二乘法估计量。因此{\displaystyle {\widehat {\boldsymbol {\beta }}}_{p}={\widehat {\boldsymbol {\beta }}}_{\mathrm {ols} }}。从{\displaystyle W_{p}=\mathbf {X} V_{p}=\mathbf {X} V}和{\displaystyle V}是正交矩阵的观测事实，不难看出这点。

### 方差降低
{\displaystyle \forall k\in \{1,\ldots ,p\}}，{\displaystyle {\widehat {\boldsymbol {\beta }}}_{k}}的方差由下式给出：
{\displaystyle \operatorname {Var} ({\widehat {\boldsymbol {\beta }}}_{k})=\sigma ^{2}\;V_{k}(W_{k}^{T}W_{k})^{-1}V_{k}^{T}=\sigma ^{2}\;V_{k}\;\operatorname {diag} \left(\lambda _{1}^{-1},\ldots ,\lambda _{k}^{-1}\right)V_{k}^{T}=\sigma ^{2}\sideset {}{}\sum _{j=1}^{k}{\frac {\mathbf {v} _{j}\mathbf {v} _{j}^{T}}{\lambda _{j}}}.}
特别地：
{\displaystyle \operatorname {Var} ({\widehat {\boldsymbol {\beta }}}_{p})=\operatorname {Var} ({\widehat {\boldsymbol {\beta }}}_{\mathrm {ols} })=\sigma ^{2}\sideset {}{}\sum _{j=1}^{p}{\frac {\mathbf {v} _{j}\mathbf {v} _{j}^{T}}{\lambda _{j}}}.}
因此{\displaystyle \forall k\in \{1,\ldots ,p-1\}}都有：
{\displaystyle \operatorname {Var} ({\widehat {\boldsymbol {\beta }}}_{\mathrm {ols} })-\operatorname {Var} ({\widehat {\boldsymbol {\beta }}}_{k})=\sigma ^{2}\sideset {}{}\sum _{j=k+1}^{p}{\frac {\mathbf {v} _{j}\mathbf {v} _{j}^{T}}{\lambda _{j}}}.}
因此{\displaystyle \forall k\in \{1,\ldots ,p\}}都有：
{\displaystyle \operatorname {Var} ({\widehat {\boldsymbol {\beta }}}_{\mathrm {ols} })-\operatorname {Var} ({\widehat {\boldsymbol {\beta }}}_{k})\succeq 0}
其中{\displaystyle A\succeq 0}，表明对称方阵{\displaystyle A}是非负定的。于是，与普通最小二乘估计的线性形式相比，任何给定PCR估计量的线性形式都有更低的方差。

### 解决多重共线性问题
多重共线性条件下，指多个协变量高度相关，因此可从其他协变量以非平凡的精度进行线性预测。因此，设计矩阵{\displaystyle \mathbf {X} }与这些协变量对应的列趋于线性相关，于是{\displaystyle \mathbf {X} }趋于秩亏，失去列满秩结构。更定量地讲，这时{\displaystyle \mathbf {X} ^{T}\mathbf {X} }的较小特征值会非常接近{\displaystyle 0}。上述方差表达式表明，极小特征值对最小二乘估计量产生最大的方差扩大效应，因此在接近0时会严重破坏估计量的稳定性。这可以通过排除极小特征值对应的主成分得到的PCR估计，得到有效解决。

### 降维
PCR也可用于降维：记{\displaystyle L_{k}}为任意列正交的{\displaystyle p\times k(\forall k\in \{1,\ldots ,p\})}矩阵。假设现在我们想通过秩{\displaystyle k}线性变换{\displaystyle L_{k}\mathbf {z} _{i}}（{\displaystyle \mathbf {z} _{i}\in \mathbb {R} ^{k}(1\leq i\leq n)}）来近似每个协变量观测值{\displaystyle \mathbf {x} _{i}}，那么可以证明
{\displaystyle \sum _{i=1}^{n}\left\|\mathbf {x} _{i}-L_{k}\mathbf {z} _{i}\right\|^{2}}
在{\displaystyle L_{k}=V_{k}}（前{\displaystyle k}个主成分方向为列组成的矩阵）和{\displaystyle \mathbf {z} _{i}=\mathbf {x} _{i}^{k}=V_{k}^{T}\mathbf {x} _{i}}（对应的{\displaystyle k}维衍生协变量）时取最小值。因此{\displaystyle k}维主成分提供了观测设计矩阵{\displaystyle \mathbf {X} }的秩为{\displaystyle k}的最佳线性近似，对应的重建误差为
{\displaystyle \sum _{i=1}^{n}\left\|\mathbf {x} _{i}-V_{k}\mathbf {x} _{i}^{k}\right\|^{2}={\begin{cases}\sum _{j=k+1}^{n}\lambda _{j}&1\leqslant k<p\\0&k=p\end{cases}}}
因此，可通过选择{\displaystyle k}值（即要使用的主成分数），通过对{\displaystyle \mathbf {X} ^{T}\mathbf {X} }的特征值累积和进行适当阈值处理，实现降维。由于较小特征值对累积和的贡献并不大，因此只要不超过所需的阈值限制，便可放弃相应的主成分。同样标准也可用于解决多重共线性问题：只要保持阈值限制，就可忽略较小特征值对应的主成分。

### 正则化效应
由于PCR估计量通常只使用一部分主成分进行回归，因此可视作某种正则化。更具体地说，{\displaystyle \forall 1\leqslant k<p}，PCR估计量{\displaystyle {\widehat {\boldsymbol {\beta }}}_{k}}都可表示以下约束最小化问题的正则化解：
{\displaystyle \min _{{\boldsymbol {\beta }}_{*}\in \mathbb {R} ^{p}}\left\|\mathbf {Y} -\mathbf {X} {\boldsymbol {\beta }}_{*}\right\|^{2}\quad {\text{ subject to }}\quad {\boldsymbol {\beta }}_{*}\perp \{\mathbf {v} _{k+1},\ldots ,\mathbf {v} _{p}\}.}
约束可等价写作
{\displaystyle V_{(p-k)}^{T}{\boldsymbol {\beta }}_{*}=\mathbf {0} ,}
其中
{\displaystyle V_{(p-k)}=\left[\mathbf {v} _{k+1},\ldots ,\mathbf {v} _{p}\right]_{p\times (p-k)}.}
因此，当择一部分主成分回归时，所得PCR估计量是基于硬形式的正则化，将所得解约束在选定主成分方向的列空间，因此限制其与被排除方向正交。

### 一类正则化估计量中PCR的最优性
给定如上述的约束最小化问题，考虑下面的推广：
{\displaystyle \min _{{\boldsymbol {\beta }}_{*}\in \mathbb {R} ^{p}}\|\mathbf {Y} -\mathbf {X} {\boldsymbol {\beta }}_{*}\|^{2}\quad {\text{ subject to }}\quad L_{(p-k)}^{T}{\boldsymbol {\beta }}_{*}=\mathbf {0} }
其中{\displaystyle L_{(p-k)}}表示任何阶为{\displaystyle p\times (p-k)\ (1\leqslant k<p)}的列满秩矩阵。令{\displaystyle {\widehat {\boldsymbol {\beta }}}_{L}}表示对应的解，则
{\displaystyle {\widehat {\boldsymbol {\beta }}}_{L}=\arg \min _{{\boldsymbol {\beta }}_{*}\in \mathbb {R} ^{p}}\|\mathbf {Y} -\mathbf {X} {\boldsymbol {\beta }}_{*}\|^{2}\quad {\text{ subject to }}\quad L_{(p-k)}^{T}{\boldsymbol {\beta }}_{*}=\mathbf {0} .}
则约束矩阵{\displaystyle L_{(p-k)}}的最优选择就是相应估计量{\displaystyle {\widehat {\boldsymbol {\beta }}}_{L}}达到最小预测误差：
{\displaystyle L_{(p-k)}^{*}=V_{(p-k)}\Lambda _{(p-k)}^{1/2},}
其中
{\displaystyle \Lambda _{(p-k)}^{1/2}=\operatorname {diag} \left(\lambda _{k+1}^{1/2},\ldots ,\lambda _{p}^{1/2}\right).}
很明显，由此得到的最优估计量{\displaystyle {\widehat {\boldsymbol {\beta }}}_{L^{*}}}就是基于前{\displaystyle k}个主成分的PCR估计量{\displaystyle {\widehat {\boldsymbol {\beta }}}_{k}}。

### 效率
由于普通最小二乘估计量对{\displaystyle {\boldsymbol {\beta }}}无偏，所以有
{\displaystyle \operatorname {Var} ({\widehat {\boldsymbol {\beta }}}_{\mathrm {ols} })=\operatorname {MSE} ({\widehat {\boldsymbol {\beta }}}_{\mathrm {ols} }),}
其中MSE表示均方误差。现在，若对某个{\displaystyle k\in \{1,\ldots ,p\}}，我们还有{\displaystyle V_{(p-k)}^{T}{\boldsymbol {\beta }}=\mathbf {0} }，那么对应的{\displaystyle {\widehat {\boldsymbol {\beta }}}_{k}}也将是{\displaystyle {\boldsymbol {\beta }}}的无偏估计量，就有
{\displaystyle \operatorname {Var} ({\widehat {\boldsymbol {\beta }}}_{k})=\operatorname {MSE} ({\widehat {\boldsymbol {\beta }}}_{k}).}
我们已经知道
{\displaystyle \forall j\in \{1,\ldots ,p\}:\quad \operatorname {Var} ({\widehat {\boldsymbol {\beta }}}_{\mathrm {ols} })-\operatorname {Var} ({\widehat {\boldsymbol {\beta }}}_{j})\succeq 0,}
这就意味着对特定的{\displaystyle k}有：
{\displaystyle \operatorname {MSE} ({\widehat {\boldsymbol {\beta }}}_{\mathrm {ols} })-\operatorname {MSE} ({\widehat {\boldsymbol {\beta }}}_{k})\succeq 0}
所以，用均方误差为标准的话，对应的{\displaystyle {\widehat {\boldsymbol {\beta }}}_{k}}是比{\displaystyle {\widehat {\boldsymbol {\beta }}}_{\mathrm {ols} }}更有效的{\displaystyle {\boldsymbol {\beta }}}的估计量。另外，与{\displaystyle {\widehat {\boldsymbol {\beta }}}_{\mathrm {ols} }}的相同线性形式相比，对应{\displaystyle {\widehat {\boldsymbol {\beta }}}_{k}}的任何给定线性形式的均方误差也更小。
现在假设，对给定的{\displaystyle k\in \{1,\ldots ,p\},V_{(p-k)}^{\boldsymbol {\beta }}\neq \mathbf {0} }，那么对应的{\displaystyle {\widehat {\boldsymbol {\beta }}}_{k}}对{\displaystyle {\boldsymbol {\beta }}}就是有偏的。但由于
{\displaystyle \forall k\in \{1,\ldots ,p\}:\quad \operatorname {Var} ({\widehat {\boldsymbol {\beta }}}_{\mathrm {ols} })-\operatorname {Var} ({\widehat {\boldsymbol {\beta }}}_{k})\succeq 0,}
{\displaystyle \operatorname {MSE} ({\widehat {\boldsymbol {\beta }}}_{\mathrm {ols} })-\operatorname {MSE} ({\widehat {\boldsymbol {\beta }}}_{k})\succeq 0}仍然是可能的，尤其是当{\displaystyle k}使被排除主成分对应较小特征值时，从而导致较小的偏。
为确保PCR作为{\displaystyle {\boldsymbol {\beta }}}估计值的效率与性能，Park (1981) 提出了以下用于回归的主成分选择标准：当且仅当{\displaystyle \lambda _{j}<(p\sigma ^{2})/{\boldsymbol {\beta }}^{T}{\boldsymbol {\beta }}}时，排除第{\displaystyle j}个主成分。在实际应用中，还需要估计未知的模型参数{\displaystyle \sigma ^{2}}与{\displaystyle {\boldsymbol {\beta }}}。总的来说，可以用从原始完整模型得到的无约束最小二乘法进行估计。Park (1981)提供了一套稍加修改的估计值，可能更适合这一目的。
与基于{\displaystyle \mathbf {X} ^{T}\mathbf {X} }特征值累积和的标准不同，上述标准可能更适合解决多重共线性问题与降维，实际上是试图让输出和协变量都参与到回归的主成分选择之中，以提高PCR估计值的预测与估计效率。其他目的相似的选择主成分方法基于交叉验证，或马洛斯CP值等。通常，主成分的选择还基于其与输出的相关程度。

### PCR的收缩效应
总的来说，PCR本质上是收缩估计量，通常保留了高方差主成分（对应{\displaystyle \mathbf {X} ^{T}\mathbf {X} }的较大特征值）作为模型中的协变量，并舍弃剩余的低方差成分（对应{\displaystyle \mathbf {X} ^{T}\mathbf {X} }的较小特征值）。这就对低方差成分产生了分离收缩，清除了其在原始模型中的贡献。相对地，岭回归估计量则通过其构造中固有的正则化参数，产生平滑收缩。虽然它不会舍弃任何一个成分，但会以连续的方式对所有成分产生收缩效应，因此低方差成分的收缩程度高于高方差成分。Frank & Friedman (1993)认为，就预测本身而言，与具有离散收缩效应的PCR估计量相比，岭估计量具有平滑收缩效应，可能是更好的选择。
此外，主成分是从{\displaystyle \mathbf {X} }的特征分解中得到的，只涉及解释变量的观测值。因此，以这些主成分为协变量得到的PCR估计量不一定具有令人满意的预测性能。偏最小二乘回归（PLS）估计量与之比较相似，试图通过自身的构造解决这问题。PLS也用低维的衍生协变量，但是在输出和协变量中获得的。PCR在协变量空间中寻找高方差方向，而PLS则寻找对预测结果最有用的方向。
2006年，有人提出了经典PCR的一种变体，即监督PCR。这种方法的精神与PLS类似，试图根据结果和协变量标准，获得低维衍生协变量。首先进行简单线性回归（单变量回归），其中结果向量分别对{\displaystyle p}个协变量逐一回归。然后，对某个{\displaystyle m\in \{1,\ldots ,p\}}，选择与结果最相关的{\displaystyle m}个协变量（基于对应估计回归系数的显著程度）供进一步使用。然后进行上述传统PCR，但只基于与选定协变量观测值对应的{\displaystyle n\times m}设计矩阵。使用的协变量数：{\displaystyle m\in \{1,\ldots ,p\}}及随后使用的主成分数：{\displaystyle k\in \{1,\ldots ,m\}}一般通过交叉验证选择。

## 核设置的推广
上述经典PCR法基于经典PCA，并考虑了根据协变量的线性回归结果预测模型。这方法可以很容易地推广到核机设置，即回归函数不一定是协变量的线性函数，而可以属于与任意（可以非线性）对称正定核有关的再⽣核希尔伯特空间。核函数选为线性核时便有线性回归模型，是这种设置的特例。
总的来说，在核机设置下，协变量向量首先被映射到所选核函数的高维（可能是无限维）特征空间中。这样得到的映射叫做特征映射，每个坐标（也叫做特征元）对应协变量的一个特征（无所谓线性与否）。然后，假设回归函数是这些特征元的线性组合，则核机设置依赖的回归模型本质上是线性的，但前提是预测量不再是原始协变量集，而由特征映射所得协变量的特征元的向量（可能是无限维）给出。
但核技巧实际上可以让我们在特征空间中操作，而无需明确计算特征映射。事实证明，只需计算观测协变量向量的特征映射之间的逐对内积即可，是由在相应协变量向量对上估值的核函数值简单给出的。因此，得到的逐对内积可用{\displaystyle n\times n}对称非负定矩阵（也称为核矩阵）表示。
核机设置中的PCR现在可用以下方式实现：首先将核矩阵（如K）相对于特征空间适当中心化，再对中心化核矩阵（如K'）进行核主成分分析，得到K'的特征分解。然后，核PCR（通常）会从获得的所有特征向量中（一般通过交叉验证）选择一子集，在其上进行结果向量的标准线性回归。估计的回归系数（维度与选定特征向量数相同）与响应所选特征向量一起用于预测未来的观测结果。机器学习中，这技巧也被称为“谱回归”。
显然，核PCR对K'的特征向量具有离散收缩，与前面讨论过的经典PCR对主成分的离散收缩十分相似。然而，与核相关的特征映射可能是无限维的，因此相应的主成分及其方向也可能是无限维的。所以，在核机设置下，这些量实际上往往难以处理。核PCR基本上是基于相关核矩阵的谱分解，以考虑等效的对偶表述，来解决这一问题。在线性回归模型下（对应于选择核函数为线性核），这相当于考虑对应的{\displaystyle n\times n}核矩阵{\displaystyle \mathbf {X} \mathbf {X} ^{T}}的谱分解，然后将结果向量回归到得到的{\displaystyle \mathbf {X} \mathbf {X} ^{T}}的选定特征向量子集上。很容易看出，这等同于将结果向量回归到相应主成分上（这时是有限维），正如经典PCR定义的那样。因此，对线性核，基于对偶表示的核PCR完全等同于基于原始公式的经典PCR。然而，对任意（可能非线性）核，由于相关特征映射可能的无限维，这种原始公式可能会变得难以处理。因此，这时经典PCR实际上不可行，但基于对偶表示的核PCR仍有效，且在计算上可推广。

## 阅读更多
- Amemiya, Takeshi. . Harvard University Press. 1985: 57–60. ISBN 978-0-674-00560-0.
- Theil, Henri. . Wiley. 1971: 46–55. ISBN 978-0-471-85845-4.